# Herbjørg Wassmo
Herbjørg Wassmo (Vesterålen, 6 de desembre de 1942) és una escriptora noruega. Va néixer a Vesterålen i va treballar com a professora al nord de Noruega fins que va començar la seva carrera com a escriptora.
El seu primer treball publicat va ser un recull de poemes, Vingeslag («Batre d'ales»). El seu gran èxit va arribar amb la seva primera novel·la, Huset med den blinde glassveranda (La casa de la veranda cega) el 1981. La seva novel·la de 1989, Dinas bok («El llibre de Dina»), es va convertir en una pel·lícula titulada Jeg er Dina («Jo sóc la Dina»)', estrenada el 2002 i protagonitzada per Maria Bonnevie i Gérard Depardieu.